# Osranki
Osranki (dawniej Drużki, Osranken, Glabowskie, Steinfelde, Głąbowskie) – dawna wieś w starostwie piskim (Prusy Wschodnie), obecnie obszar województwa warmińsko-mazurskiego, powiat piski, gmina Biała Piska.
Wieś powstała w ramach kolonizacji Wielkiej Puszczy. Wcześniej był to obszar Galindii. Wieś ziemiańska, dobra służebne w posiadaniu drobnego rycerstwa (tak zwani wolni, ziemianie w języku staropolskim), z obowiązkiem służby rycerskiej (zbrojnej). W wieku XV i XVI w dokumentach wieś zapisywana pod nazwami: Drüβken, Oβranker.
Wieś służebna (leżąca między wsiami Koty, Monety, Kosinowo oraz Dupki), lokowana w 1480 r. przez komtura Flacha von Schwarzburga, kiedy to 30 łanów na prawie magdeburskim otrzymali: Mikołaj, Stańko, Jakub, Maciej, Wojciech i Marek, z obowiązkiem jednej służby zbrojnej. Grunty te leżały przy samej granicy prokuratorii ryńskiej. Nadanie uzupełniał jeden łan łąk, leżących przy Kozłowie. Pierwotnie wieś nosiła nazwę Drużki, później (nie później niż w 1510) zwana była Osrankami. W tym czasie nadano komornikowi litewskiemu, Stańkowi, 4 morgi łąk nad strumykiem Kępno i przy wsi Osranki. Grunty te były uzupełnieniem nadania służebnego z obowiązkiem służby zbrojnej („na pomoc służbie zbrojnej”). W 1510 w Osrankach urzędował komornik ziemski, wtedy to niejaki Stańsko określany był mianem komornika litewskiego, a więc dla osadników z księstwa litewskiego. Funkcję komornika w Osrankach dokumentują także późniejsze dokumenty.
W połowie XVI w. we wsi była karczma. Szkoła we wsi powstała w 1737 r. W 1935 r. w szkole uczył jeden nauczyciel a uczęszczało do niej 33 dzieci. W 1926 r. urzędową nazwę wsi - Osranken - zmieniono (w ramach akcji germinizacyjnej) na Steinfelde. W 1939 r. we wsi było 198 mieszkańców.
Na północny wschód od dawnej wsi zachowały się ślady dwóch starych cmentarzy (obecnie w lesie).
Na niemieckiej mapie w miejscowości jest ponad 20 budynków. Wieś nie istnieje, obecnie las i polany leśne.
W zestawieniu PRNG występuje Głąbowskie – uroczysko dawna miejscowość, w województwie warmińsko-mazurskim, w powiecie piskim, w gminie Biała Piska o współrzędnych 53°44′29″N 22°10′34″E/53,741389 22,176111 odpowiadające lokalizacji tej miejscowości.